# 1983 en combiné nordique
| Années du combiné nordique : 1980 - 1981 - 1982 - 1983 - 1984 - 1985 - 1986    |
| Décennies du combiné nordique : 1950 - 1960 - 1970 - 1980 - 1990 - 2000 - 2010 |

Cette page reprend les résultats de combiné nordique de l'année 1983.

## Festival de ski d'Holmenkollen
L'épreuve de combiné de l'édition 1983 du festival de ski d'Holmenkollen fut remportée par l'Américain Kerry Lynch
devant les Norvégiens Tom Sandberg et Hallstein Bøgseth.
Une compétition par équipes a également été organisée. Elle fut remportée par l'équipe d'Allemagne de l'Est composée par Uwe Dotzauer, Günther Schmieder et Konrad Winkler. Ils devancent l'équipe de Finlande (Jouko Karjalainen, Rauno Miettinen & Jorma Etelälahti). L'équipe de Norvège (Hallstein Bøgseth, Espen Andersen & Tom Sandberg) est troisième.

## Jeux du ski de Lahti
L'épreuve de combiné des Jeux du ski de Lahti 1983 fut remportée par un coureur américain, Kerry Lynch,
devant le Norvégien Tom Sandberg. Le Finlandais Jouko Karjalainen est troisième.

## Jeux du ski de Suède
L'épreuve de combiné des Jeux du ski de Suède 1983 fut remportée par un coureur norvégien, Espen Andersen, devant deux Allemands de l'Est, Gunter Schmieder et Uwe Dotzauer.

## Universiade
L'Universiade d'hiver de 1983 s'est déroulée à Sofia, en Bulgarie. L'épreuve de combiné fut remportée par le Tchécoslovaque Vladimir Frak devant les Soviétiques Viktor Apulov et Alexandre Pektubayev.

## Coupe de la Forêt-noire
La coupe de la Forêt-noire 1983 fut annulée.

## Championnat du monde juniors
Le Championnat du monde juniors 1983 a eu lieu à Kuopio, en Finlande. Il a couronné l'Allemand de l'Est Heiko Hunger devant le Norvégien Geir Andersen. L'Allemand de l'Est Oliver Warg termine troisième.

## Coupe du monde
La première Coupe du monde est celle de 1984. Sa première épreuve a eu lieu le 17 décembre 1983, à Seefeld, en Autriche. L'épreuve de saut avait lieu sur le tremplin K90 tandis que le fond se disputait sur un parcours de 15 kilomètres. Elle a donné lieu à un ex æquo entre l'Allemand de l'Est Uwe Dotzauer et l'Américain Kerry Lynch, tandis que l'Allemand de l'Est Gunter Schmieder terminait troisième. Un tel ex æquo ne s'est pas reproduit depuis en Coupe du monde.
La deuxième épreuve fut disputée le 29 décembre 1983 à Oberwiesenthal, en Allemagne de l'Est. La course (K90/15km) fut remportée par l'Allemand de l'Est Andreas Langer devant le Soviétique Alexander Proswirnin. L'Allemand de l'Est Uwe Dotzauer termine troisième.

## Championnats nationaux

### Championnats d'Allemagne
En Allemagne de l'Est, l'épreuve du championnat d'Allemagne de combiné nordique 1983 fut remportée par le vice-champion sortant, Uwe Dotzauer. Günter Schmieder, le champion 1981, se classe deuxième tandis que Peter Opitz est troisième.
Les résultats du championnat d'Allemagne de l'Ouest de combiné nordique 1983 manquent.

### Championnat d'Estonie
Le Championnat d'Estonie 1983 s'est déroulé à Otepää. Il fut remporté par Kalev Aigro, le champion 1980 qui depuis lors n'était pas parvenu à réitérer sa performance. Margus Kangur est deuxième tandis que Jaan Vene occupe la troisième place.

### Championnat des États-Unis
Comme en 1980, le championnat des États-Unis 1983 s'est tenu à Eau Claire, dans le Wisconsin. Il a été remporté par Kerry Lynch.

### Championnat de Finlande
Les résultats du championnat de Finlande 1983 sont incomplets. Comme les deux années précédentes, le champion fut Jouko Karjalainen.

### Championnat de France
Les résultats du championnat de France 1983 sont incomplets. Le Champion fut Robert Lazzaroni.

### Championnat d'Islande
Le championnat d'Islande 1983 fut remporté par Þorvaldur Jónsson, comme l'année précédente.

### Championnat d'Italie
Comme l'année précédente, le championnat d'Italie 1983 fut remporté par Giampaolo Mosele devant Francesco Benetti. Stefano Lunardi est troisième.

### Championnat de Norvège
Le championnat de Norvège 1983 fut remporté par Tom Sandberg devant Espen et Geir Andersen.
L'épreuve par équipes fut remportée par celle d'Oslo, composée de Espen & Geir Andersen et de John Riiber.

### Championnat de Pologne
Comme les deux années précédentes, le championnat de Pologne 1983 fut remporté par Stanisław Kawulok, du club Olimpia Goleszów.

### Championnat de Suède
Le championnat de Suède 1983 a distingué Göran Andersson, du club Sysslebäcks BK. Le titre du club champion ne fut pas décerné.

### Championnat de Suisse
Les résultats du Championnat de Suisse 1983 manquent.